# صفرانة غريندلية
صفرانة غريندلية (الاسم العلمي:Xanthisma grindelioides) هي نوع من النباتات يتبع جنس الصفرانة من الفصيلة النجمية.